# Breakin' 2: Electric Boogaloo
Breakin' 2: Electric Boogaloo es una película musical de 1984, secuela de Breakin'.

## Argumento
Kelly (Lucinda Dickey), Ozone (Shabba Doo), y Turbo (Michael Chambers) intentan detener la demolición de un centro de recreación de la comunidad. La película también cuenta con la aparición del bailarín Víctor Manuel y Ice-T, que regresó de la original, así como una aparición de la futuras estrella del pop Martika. Ice-T se puede ver toda la película, en una escena en un club nocturno de hip/hop en el que rapea una de las canciones de la banda sonora, así como en la escena del baile final donde se lleva a cabo e incluso bailes junto con el resto de la coreografía.

## Electric Boogaloo
Desde el lanzamiento de la película, el subtítulo inusual "Electric Boogaloo", referencia a un funk orientado a un estilo de baile de la década de 1970, se ha convertido en una expresión que se añade al título de una película para implicar que se trata de una secuela ridícula, absurda o arquetípica.

## Recepción
La Prensa de Nueva York, el crítico de cine Armond Blanco, considera que es "excelente". En cambio, Roger Ebert dio a la película una crítica de tres estrellas, a pesar de que la mayoría de los críticos consideraron a Breakin '2 una mala película.

## Banda sonora
Al igual que su predecesora, la mayor parte de la banda sonora de la película fue proporcionada por Ollie & Jerry , del dúo Ollie E. Brown y Jerry Knight .El tema que da título a la película, "Electric Boogaloo", no llegó a las listas pop y subió a sólo al número 45 en la lista de R & B.

### Lista de canciones
1. "Electric Boogaloo" - Ollie & Jerry
2. "Radiotron" - Firefox
3. "Din Daa Daa" - George Kranz
4. "When I.C.U." - Ollie & Jerry
5. "Gotta Have the Money" - Steve Donn
6. "Believe in the Beat" - Carol Lynn Townes
7. "Set it out" - Midway
8. "I Don't Wanna Come Down" - Mark Scott
9. "Stylin' Profilin'" - Firefox
10. "Oye Mamacita" - Rags & Riches